# Cabrerets
Cabrerets – miejscowość i gmina we Francji, w regionie Oksytania, w departamencie Lot.
Według danych na rok 1999 gminę zamieszkiwały 203 osoby, a gęstość zaludnienia wynosiła 4 osób/km² (wśród 3020 gmin regionu Midi-Pireneje Cabrerets plasuje się na 872. miejscu pod względem liczby ludności, natomiast pod względem powierzchni na miejscu 107.).
Znane obiekty: jaskinia Pech Merle.